# Наґасіма Кейїтіро
Наґасіма Кейїтіро (яп. 長島 圭一郎, 20 квітня 1982 ) — японський ковзаняр, призер Олімпійських ігор. 
Наґасіма спеціаліст спринтерських дистанцій 500 м і 1000 м. Він почав виступати на домашніх змаганнях у 2001, а на етапах Кубку світу у 2004. На своїх перших змаганнях він фінішував третім, але за підсумками сезону зайняв тільки 18-им і на попав на чемпіонат світу на окремих дистанціях. А от на стометрівці він був сьомим у загальному заліку. 
У сезоні 2005/2006 він виграв свою першу золоту медаль на чемпіонаті Японії на дистанції 500 м. Він виступав на Туринській олімпіаді, але не здобув жодних нагород. Найбільший успіх прийшов до нього на Олімпіаді у Ванкувері, де він здобув срібну медаль на дистанції 500 м. 